# Koreanska Kvinnors Frivilliga Arbetskår

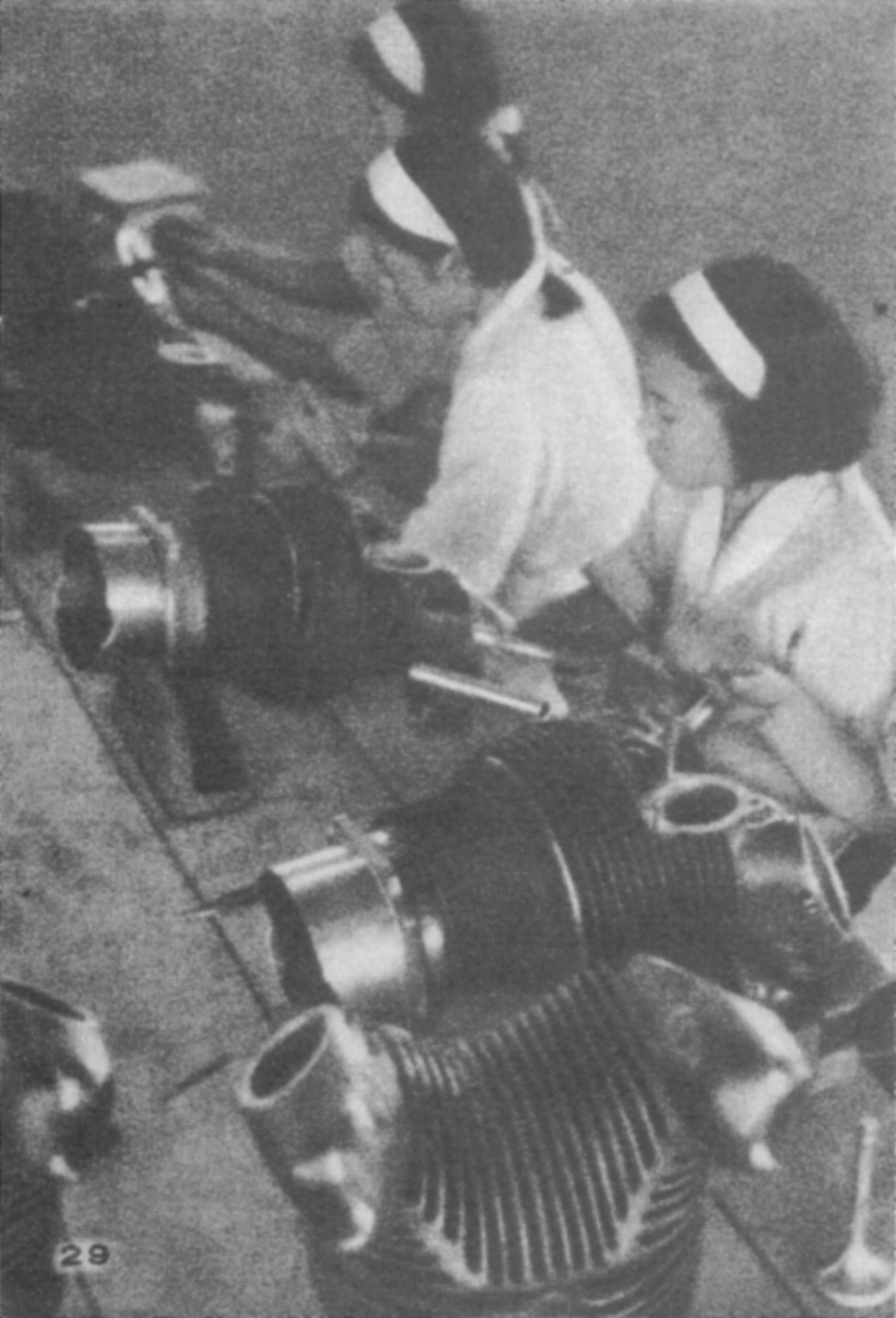
Koreanska Kvinnors Frivilliga Arbetskår

Koreanska Kvinnors Frivilliga Arbetskår eller Halvöns Kvinnors Frivilliga Arbetskår var en organisation i Japanska Korea. Den var motsvarigheten till Japanska Kvinnors Frivilliga Arbetskår, och grundad av japanska och koreanska kvinnor i Korea med det officiella syftet att mobilisera kvinnor i krigsansträngningen till förmån för det Japanska kejsardömet före sitt giftermål. 

## Historik
Organisationen fungerade under de japanska kolonialmyndigheterna i Korea med syftet att mobilisera ogifta kvinnor mellan tolv och 40 års ålder att arbeta inom både krigsindustrin och den civila industrin under andra världskriget. 
Organisationen grundades vid okänd tidpunkt, och torde ha fungerat informellt innan dess stadgar officiellt fastställdes i augusti 1944, sedan den allmänna mobiliseringslagen för kvinnor hade införts i Japan och lett till en motsvarande organisation där. 
Till skillnad från vad som ofta har antagits, hade dock Koreanska Kvinnors Frivilliga Arbetskår inget bevisbart samband med rekryteringen av Tröstekvinnor. 